# Povlen
Povlen je planina u zapadnoj Srbiji koja se nalazi na tridesetak kilometara jugozapadno od Valjeva. Čine je više vrhova, od kojih su tri najvažnija: najviši Mali Povlen (1347 m), Srednji Povlen (1301 m) i Veliki Povlen (1271 m). Pripada vencu valjevskih planina koje su produžetak starovlaške visije i pružaju se zapadno od Valjeva ka ravnoj Mačvi. Lanac planina započinje Maljen, na koji se nadovezuju Povlen, Jablanik pa uporedo Bobija i Medvednik, a potom Sokolska planina, Jagodnja, Boranja i na kraju se Gučevo strmo spušta ka Loznici.
Planine nisu mnogo visoke — najviša tačka lanca, Mali Povlen, dostiže do 1.347 metara — ali su teško prohodne. Guste šume i duboki rečni kanjoni nevoljno propuštaju uzane i krivudave puteve koji vode do malih i pod šumom prikrivenih zaselaka. Kod kanjona Trešnjice pod Povlenom nastanio se beloglavi sup kojem je to, uz kanjon reke Uvac, jedini pouzdan azil na ovim prostorima.

## Galerija
- Povlen – vrh malog Povlena zimi
- Povlen – Zimski detalj slapa na Povlenskoj reci
- Povlen – vrh Velikog Povlena
- Vrhovi Povlena
- Поглед ка средњем Повлену
- Povlen – severni obronci Malog Povlena sa napuštenim katunom
- Povlen – severni obronci Malog Povlena pogled ka Maglešu
- Povlen – severni obronci Malog Povlena pogled ka Makovištu
- Povlen – mesto Kneževo polje
- Povlen – zapadni obronci Srednjeg Povlena – napušteni katun
- Vrh Srednjeg Povlena
- Pogled sa stena prema planini Medvednik
- Povlenska reka u proleće
- Slap u gornjem toku Povlenske reke
- Slapovi u gornjem toku Povlenske reke
- Pečurka na Povlenu
- Prolećna flora i fauna na Povlenu
- Prolećna flora i fauna na Povlenu
- Prolećna flora i fauna na Povlenu
- Okolina izvora reke Cetine na Srednjem Povlenu
- Vodopad na Cetini
- Okolina gornjeg toga reke Cetine
- Okolina srednjeg toka reke Cetine
- Fauna Povlena – Lacerta viridis
- Flora i fauna Povlena – Coccinellidae
- Crkva na Kneževom polju, panorama
- Crkva na Kneževom polju
- Na putu sa Belih voda ka velikom Povlenu
- Veliki Povlen – pogled sa vrha
- Seosko domaćinstvo
- Napušten katun na srednjem Povlenu
- Pogled sa srednje Povlena ka severu
- Vrh Velikog Povlena

## Literatura
- Васовић, Милорад (1992). „Неискоришћено благо Подрињско-ваљевских планина”. Ваљевац — Велики народни календар за просту 1993. Ваљево: Агенција Ваљевац, (Ваљево : Ваљевска штампарија): 125—140.  11863564
- Васовић, Милорад (2003). Подрињско ваљевске планине. Ваљево: Штампарија Ваљевац.  103372044
- Мала енциклопедија Просвета (3 изд.). Београд: Просвета. 1985. ISBN 978-86-07-00001-2.
- Марковић, Јован Ђ. (1990). Енциклопедијски географски лексикон Југославије. Сарајево: Свјетлост. ISBN 978-86-01-02651-3.
- Кузовић, Душко (2013). „Народно градитељство — кошеви на јужним падинама планине Повлен” (PDF). Гласник Историјског архива у Ваљеву. 47: 83—97.
- Кузовић, Душко; Стојнић, Недељко Б. (2015). „Летњи станови сточара на планини Повлен” (PDF). Зборник Матице српске за друштвене науке. 150: 129—156.
- Ђурић, Др Томислав (1992). „Гробља и споменици на Повлену”. Ваљевац — Велики народни календар за просту 1993. Ваљево: Агенција Ваљевац, (Ваљево : Ваљевска штампарија): 313—332.  11863564
- Ђурић, Томислав (1995). „Топоними повленског подручја”. Ваљевац — Велики народни календар за просту 1995. Ваљево.  11863564

## Spoljašnje veze
- Enciklopedija za radoznale: Povlen i druge priče (RTS Kulturno-umetnički program-Zvanični kanal
- Povlen
- Utvrđenje staro tri milenijuma otkriveno na planini Povlen („Politika”, 2. novembar 2011)